# قلعة سروجك
قلعة سروجك (بالكردية: قەڵای سرۆچک)‏ هي قلعة أثرية تقع في محافظة السليمانية في ناحية برزنجة، يعتقد أنها بنيت من قبل مأمون بك أمير أردلان في القرن الخامس عشر الميلادي.